# زندن (بافاريا)
زندن (بايرن) (بالألمانية: Senden) هي بلدة ألمانية ومدينة تقع في ألمانيا في نوي-أولم.

## المدن التوأمة
مدينة Uffholtz هي مدينة توأمة لـزندن (بايرن).